# Daniel Hale Williams
Daniel Hale Williams (Hollidaysburg, 18 gennaio 1856 – Idlewild, 4 agosto 1931) è stato un cardiochirurgo statunitense che nel 1893 eseguì il primo intervento di successo e documentato al pericardio negli Stati Uniti per riparare una lesione.
Ha fondato il Provident Hospital di Chicago, il primo ospedale non segregato negli Stati Uniti e ha anche fondato una scuola di assistenza infermieristica per afro-americani.
L'intervento di cardiochirurgia alla Provident, al quale il suo paziente è sopravvissuto per i successivi vent'anni, viene definito "il primo intervento cardiochirurgico di successo" dall'Encyclopedia Britannica. Nel 1913, Williams venne eletto come unico socio fondatore afroamericano dell'American College of Surgeons.

## Biografia
Daniel Hale Williams è nato nel 1856 e cresciuto nella città di Hollidaysburg in Pennsylvania. Suo padre, Daniel Hale Williams Jr., era un figlio di una donna scozzese irlandese e di un barbiere nero. Sua madre era afro-americana e probabilmente anche di razza mista.
È stato il quinto figlio e ha vissuto con i suoi genitori, un fratello e cinque sorelle. La sua famiglia si trasferì infine a Annapolis nel Maryland. Poco dopo, quando Williams aveva nove anni, suo padre morì di tubercolosi. La madre di Williams si rese conto di non poter gestire l'intera famiglia e mandò alcuni dei bambini a vivere con i parenti. Williams è stato apprendista di un calzolaio a Baltimora ma scappò per raggiungere sua madre, che si era trasferita a Rockford in Illinois. In seguito si è trasferito a Edgerton in Wisconsin, dove si è trasferito dalla sorella e ha aperto un proprio negozio di barbiere. Dopo essersi trasferito nella vicina Janesville, Williams rimase affascinato dal lavoro di un medico locale e decise di seguire la sua strada.
Ha iniziato a lavorare come apprendista del dottor Henry W. Palmer, studiando con lui per due anni. Nel 1880 Williams entrò al Chicago Medical College, oggi noto come Northwestern University Medical School. Dopo la laurea alla Northwestern nel 1883, aprì il suo studio medico a Chicago.
Williams si sposò nel 1898 con Alice Johnson, figlia naturale dello scultore americano Moses Jacob Ezekiel e di una domestica di razza mista. Williams è morto di ictus a Idlewild in Michigan il 4 agosto 1931. Sua moglie, Alice Johnson, è morta nel 1924.

### Carriera
Dopo essersi laureato all'attuale Northwestern University Medical School, Daniel Hale Williams ha aperto uno studio privato dove i suoi pazienti erano bianchi e neri. I medici neri, tuttavia, non erano autorizzati a lavorare negli ospedali americani. Per questo motivo, nel 1891, Williams fondò a Chicago il Provident Hospital e la scuola di formazione per infermieri. Si trattava di un'iniziativa destinata principalmente a vantaggio dei residenti afro-americani, per aumentare la loro accessibilità all'assistenza sanitaria, ma il personale e i pazienti furono integrati fin dall'inizio.
Il 10 luglio 1893 Williams riparò il pericardio lacerato di un paziente ferito da un coltello, James Cornish. Cornish, che è stato pugnalato direttamente alla quinta cartilagine costiera sinistra, era stato ricoverato la notte precedente. Williams ha deciso di operarlo la mattina seguente in seguito a continue emorragie, tosse e sintomi "marcati" di shock. Ha eseguito questo intervento, senza il supporto di penicillina o trasfusioni di sangue, al Provident Hospital di Chicago. Non è stato riportato fino al 1897. Ha eseguito una seconda procedura per drenare il fluido. Circa cinquanta giorni dopo l'intervento iniziale, Cornish lasciò l'ospedale.
Nel 1893, durante l'amministrazione del presidente Grover Cleveland, Williams fu nominato chirurgo capo del Freedman's Hospital di Washington, carica che mantenne fino al 1898. Quell'anno sposò Alice Johnson, nata in città e laureatasi alla Howard University, e tornò a Chicago. Oltre ad occuparsi dell'organizzazione del Provident Hospital, Williams fondò anche una scuola di formazione per infermieri afro-americani presso la struttura. Nel 1897 è stato nominato al Dipartimento di Salute Pubblica dell'Illinois, dove ha lavorato per elevare gli standard medici e ospedalieri.
Williams è stato professore di chirurgia clinica al Meharry Medical College di Nashville in Tennessee e ha frequentato il Cook County Hospital di Chicago. Ha lavorato per la realizzazione di altri ospedali che ospitassero afro-americani. Nel 1895 è stato co-fondatore della National Medical Association per i medici afro-americani e nel 1913 è diventato membro fondatore e l'unico medico afro-americano dell'American College of Surgeons. Tuttavia è morto in condizioni di relativa anonimità. La sua casa di riposo era a Idlewild in Michigan, una comunità nera.

## Onorificenze
Williams ha ricevuto lauree honoris causa dalla Howard University e dalla Wilberforce University, è stato eletto socio fondatore dell'American College of Surgeons ed è stato membro della Chicago Surgical Society.
Una targa storica dello stato della Pennsylvania è stato collocato sulla U.S. Route 22 in direzione est (Blair St., blocco 300) a Hollidaysburg in Pennsylvania per commemorare i suoi successi e segnalare la sua casa d'infanzia.

## Altri media
- La canzone Black Man di Stevie Wonder celebra i successi di Williams, tra gli altri.
- Tim Reid interpreta il dottor Williams nella serie TV Sister, Sister nell'episodio 18 della stagione 5, intitolato I Have a Dream il 25 febbraio 1998.
- Nel 2002 lo studioso Molefi Kete Asante ha inserito Daniel Hale Williams nella sua lista dei 100 più grandi afro-americani.[14]